# Kristen Connolly

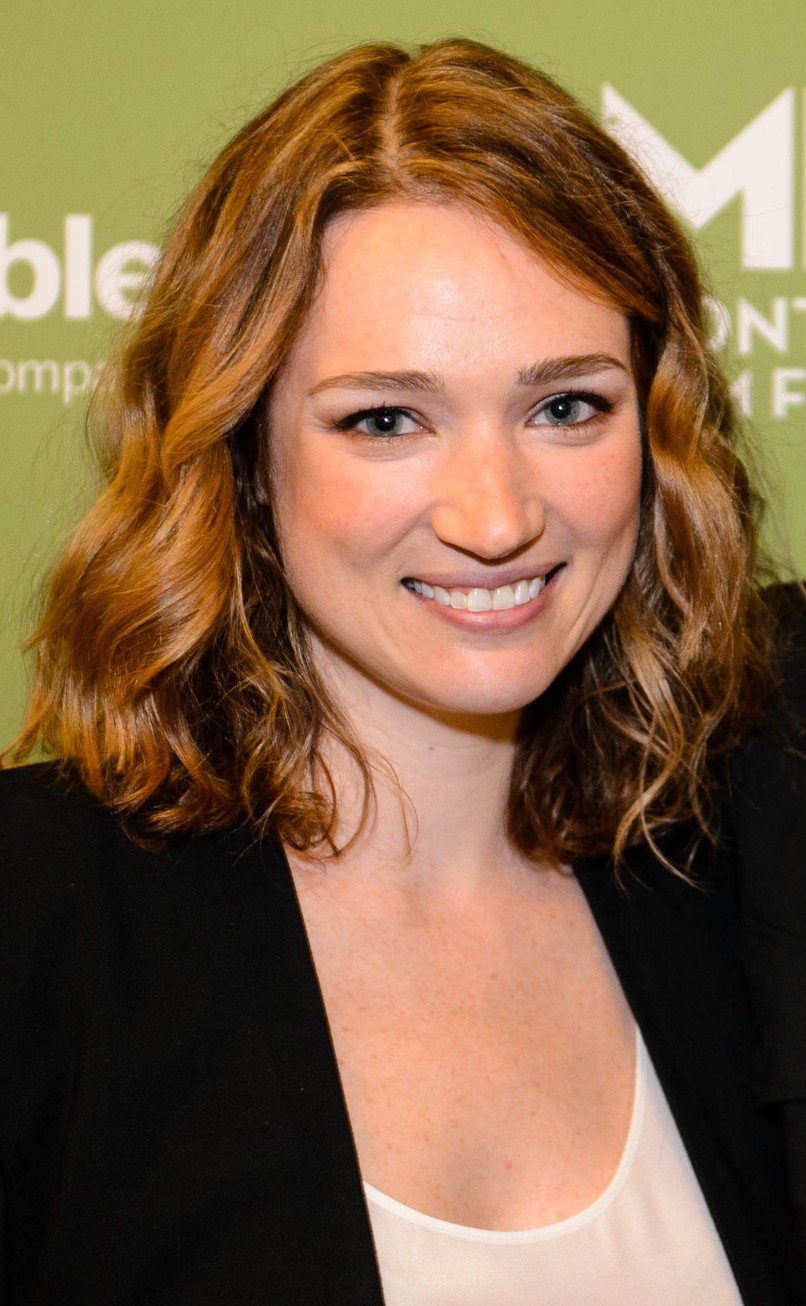
Kristen Connolly (2014)

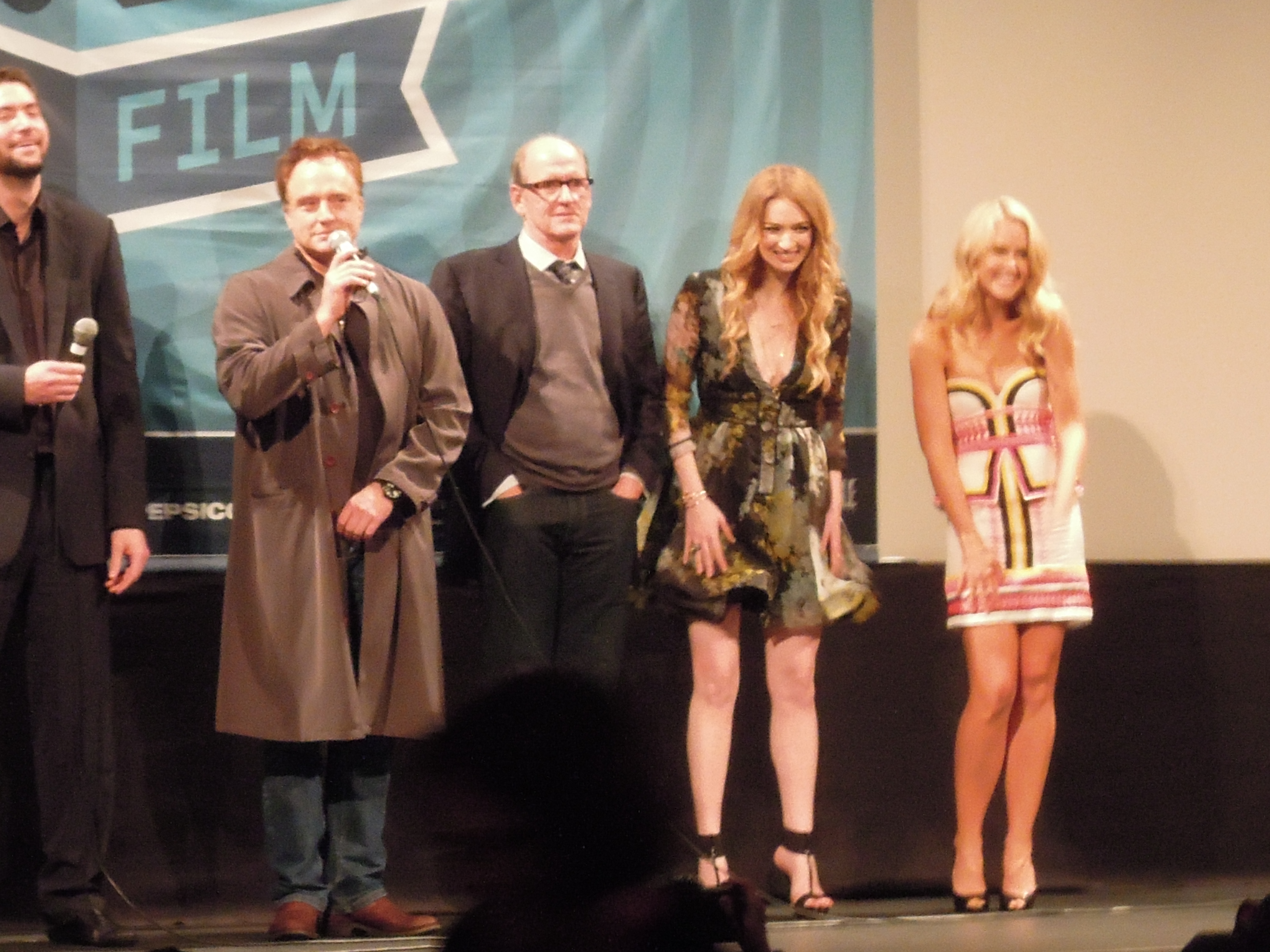
Kristen Connolly (2.v.r.) bei der Premiere von The Cabin in the Woods (2012)

Kristen Nora Connolly (* 12. Juli 1980 in Montclair, New Jersey) ist eine US-amerikanische Schauspielerin und Filmproduzentin.

## Leben und Karriere
Connolly begann ihre Schauspielkarriere 2003 mit einem kleinen Auftritt in dem Film Mona Lisas Lächeln. Drei Jahre darauf folgte eine Rolle in der Webserie iChannel, an der sie auch als Associate Producer beteiligt war. Diesem Engagement schlossen sich weitere kleinere Auftritte in Serien und Filmen an, 2008 übernahm sie eine wiederkehrende Rolle in der Seifenoper Springfield Story. Im gleichen Jahr war sie auch in Zeiten des Aufruhrs zu sehen. In Jung und Leidenschaftlich – Wie das Leben so spielt übernahm sie im Zeitraum 2008 bis 2009 wiederum eine wiederkehrende Rolle. Nach weiteren Auftritten in verschiedenen Produktionen folgte 2012 in dem Horrorfilm The Cabin in the Woods ihre erste Hauptrolle. Im selben Jahr übernahm sie eine tragende Rolle in The Bay. Von 2013 bis 2014 war sie in der Serie House of Cards zu sehen. In der Serie Zoo war sie von 2015 bis 2017 in der Hauptrolle der Jamie Campbell zu sehen, seit 2019 spielt sie in der Serie Evil: Dem Bösen auf der Spur mit.
Connolly ist mit Stephen O’Reilly verheiratet. Die beiden haben einen Sohn.

## Filmografie (Auswahl)
- 2003: Mona Lisas Lächeln (Mona Lisa Smile)
- 2008: The Happening
- 2008: Springfield Story (Fernsehserie)
- 2008: Zeiten des Aufruhrs (Revolutionary Road)
- 2008–2009: Jung und Leidenschaftlich – Wie das Leben so spielt (As the World Turns, Fernsehserie)
- 2011: Good Wife (The Good Wife, Fernsehserie, Folge 3x03)
- 2012: The Cabin in the Woods
- 2012: The Bay – Nach Angst kommt Panik (The Bay)
- 2013–2014: House of Cards (Fernsehserie, 17 Folgen)
- 2014: Houdini (Fernsehserie, 2 Folgen)
- 2014: Stephen King’s A Good Marriage
- 2015: The Whispers (Fernsehserie, 13 Folgen)
- 2015–2017: Zoo (Fernsehserie, 39 Folgen)
- 2017: The Wizard of Lies – Das Lügengenie (The Wizard of Lies, Fernsehfilm)
- 2019:–2021: Evil (Fernsehserie, 5 Folgen)
- 2022: Tiefe Wasser (Deep Water)
- 2022: Outer Range (Fernsehserie, 3 Folgen)
- 2022: Law & Order: Special Victims Unit  (Fernsehserie, Folge 23x21)
- 2023: Accused (Fernsehserie, Folge 1x05)
- 2023: FBI: International (Fernsehserie, Folge 2x22)
- 2025: Der Sommer, als ich schön wurde (The Summer I Turned Pretty, Fernsehserie, 4 Folgen)